# SOHO (探査機)

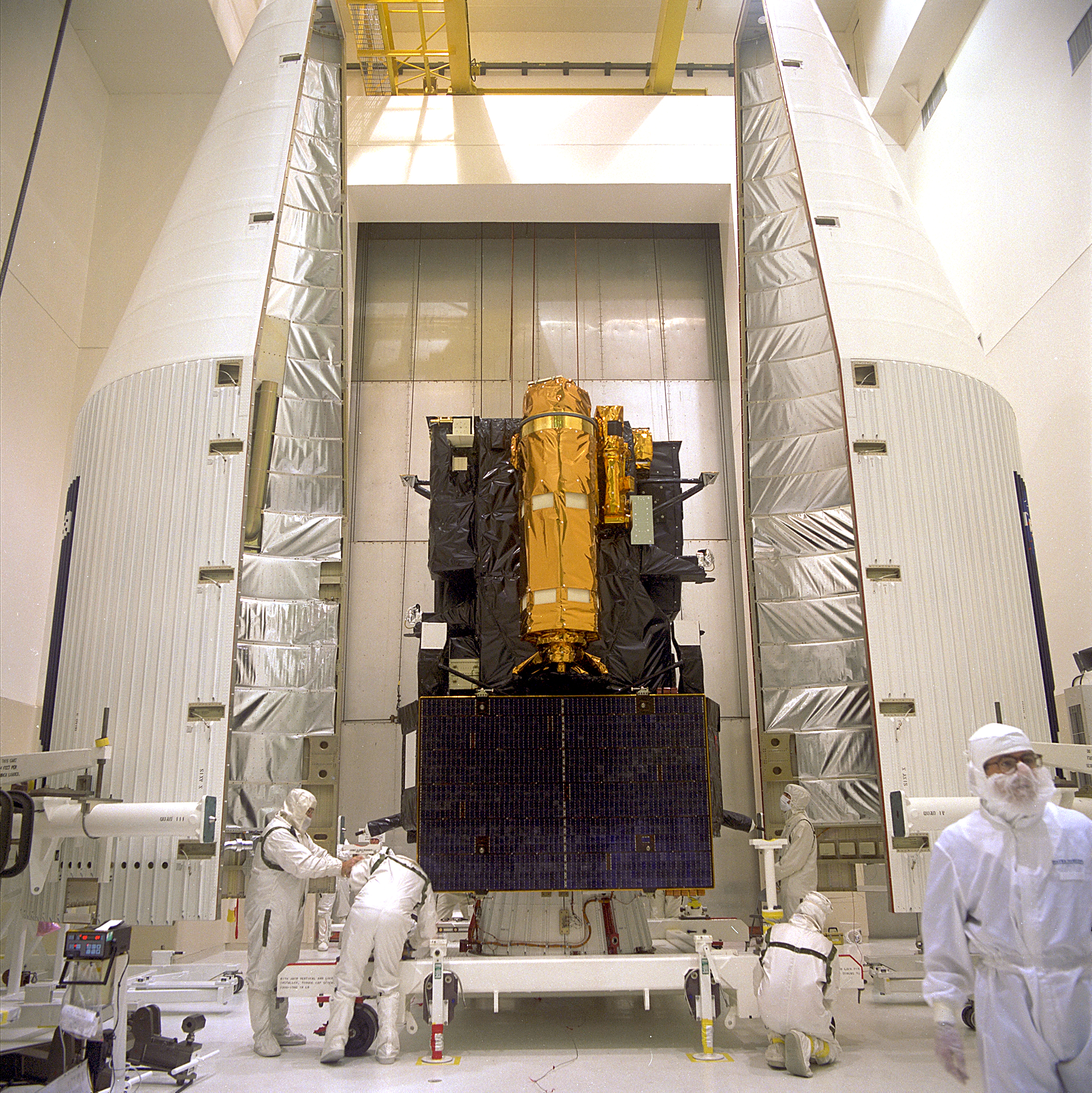
アトラスロケット頭部に据え付けられるSOHO

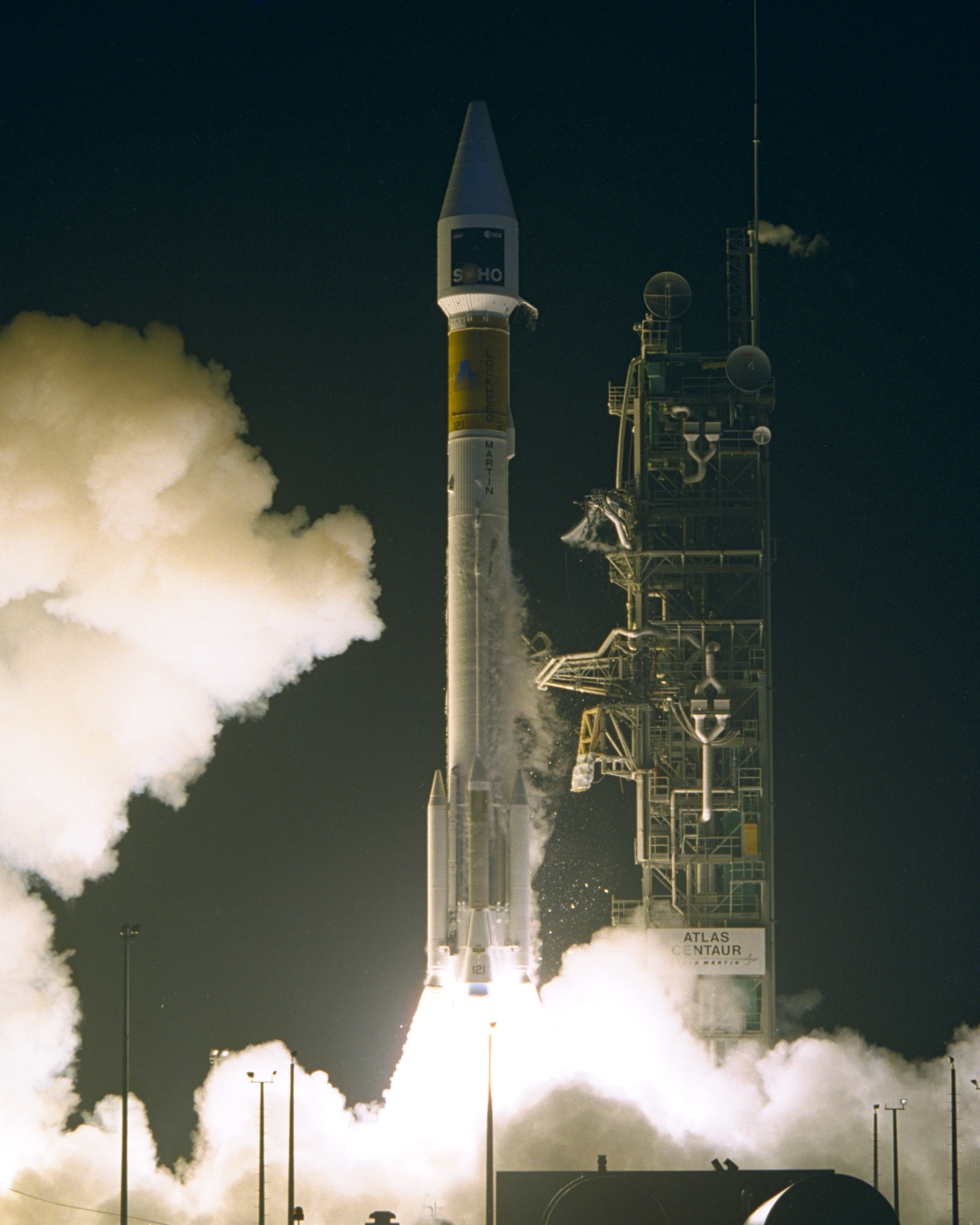
アトラスロケットで打ち上げられるSOHO

SOHO（Solar and Heliospheric Observatory、太陽・太陽圏観測機）とは、欧州宇宙機関 (ESA) と、アメリカ航空宇宙局 (NASA) によって開発された、太陽観測機（observatory）である（探査機（probe）と呼ばれていることは少ない）。1995年12月2日に打上げられた。なお、NASAが太陽に関して「探査(機)」（probe）という表現を使っている宇宙機ないしミッションの例としては、Parker Solar Probe（パーカー・ソーラー・プローブ）がある。

## 概要
SOHOによる観測計画は当初2年間であったが、その後20年以上にわたり太陽観測を続けており、2025年現在も継続されている。科学ミッションに加え、太陽風など宇宙天気予報を行うための、太陽データの主要な（ほぼ）リアルタイム情報源として活動している。ACE衛星 (ACE; Advanced Composition Explorer) と共にSOHOは地球から150万km（0.01天文単位）離れた、太陽-地球系のラグランジュ点L1近傍に位置している。
質量610kgのSOHOはラグランジュ点L1の周りのハロー軌道に位置している。この軌道はL1を焦点とする楕円軌道であり、太陽と地球を結ぶ線と垂直なL1を通る面上にある。この軌道を6ヶ月周期で周回している。また、L1軌道自体は地球と共に、太陽の周りを12ヶ月周期で周回している。このような軌道に位置するSOHOは、常に地球とは良好な通信環境を保っている。なお、L1上に位置してしまうと、太陽と地球を結ぶ線上であるため、太陽からの放射による通信障害を受けてしまう。
通常SOHOは、画像データやその他の観測データを、NASAのディープスペースネットワークの地上局に200 kbpsで送信している。SOHOの太陽活動に関するデータにより太陽フレアの発生予報が行われている。この予報は、太陽フレアの高エネルギー荷電粒子によって通信衛星網や人工衛星が受ける損傷を未然に防ぐために用いられている。
2003年に主アンテナの方向を制御するステッピングモーターの1つが故障した。故障当初は、3ヶ月のうち2,3週間は通信が途絶してしまうと懸念された。しかしながら、ESAとNASAの技術者は、SOHOの二次アンテナと大型の地上局アンテナを組み合わせ、さらにSOHOの記録装置 (SSR; SOHO's Solid State Recorder) を上手く活用することで、データーの損失を防ぐことに成功した。故障の影響は3ヶ月ごとに発生する通信速度低下にとどまっている。
2013年6月に、2016年12月までのミッション拡張が承認された。

## 主な目的
SOHOの主な目的は以下の通りである。
- 彩層、遷移層、コロナからなる太陽の表層部の観測を行う。測定装置として、CDS、EIT、LASCO、SUMER、SWAN、UVCSが使用される。
- 太陽-地球系のラグランジュ点L1近傍における太陽風および関連する現象の観測を行う。CELIASとCEPACが測定に用いられる。
- 日震学による太陽の内部構造のための観測を行う。GOLF、MDI、VIRGOが測定に用いられる。

## 観測機器
SOHOのペイロードモジュールには12個の観測機器が搭載されている。それぞれの機器は独立した太陽に関する測定を行う。以下に観測機器の一覧を示す。
Coronal Diagnostics Spectrometer (CDS)
コロナの密度、温度、流速を測定する。
Charge ELement and Isotope Analysis System (CELIAS)太陽風のイオン組成を測定する。
- COmprehensive SupraThermal and Energetic Particle analyser collaboration (COSTEP)

太陽風のイオン、電子組成を測定する（以下のERNEとは、しばしば相互参照しながら測定を行う）。
Extreme ultraviolet Imaging Telescope (EIT)
コロナ下部の構造、活動を観測する。
Energetic and Relative Nuclei and Electron experiment (ERNE)
太陽風のイオン、電子組成を測定する。
Global Oscillations at Low Frequencies (GOLF)
太陽全体における振動を測定することで、太陽の内部構造を調査する。
Large Angle and Spectrometric COronagraph experiment (LASCO)
コロナの構造と変化を観測する。
Michelson Doppler Imager (MDI)
光球におけるガスの速度や磁場を測定し、日震学による太陽内部構造の調査を行なうとともに、対流層（表面対流層）や、コロナの構造に大きな影響を与える太陽磁場についての情報を収集する。SOHOが送信するデータのうち、MDIからのデータが最も大きな部分を占めている。
Solar Ultraviolet Measurement of Emitted Radiation (SUMER)
コロナのプラズマ流、温度、密度を測定する。
Solar Wind ANisotropies (SWAN)
水素の特性スペクトルを観測する望遠鏡により、太陽風の流れ、太陽圏における密度分布、太陽風の流れの大規模構造の観測を行う。
UltraViolet Coronagraph Spectrometer (UVCS)
コロナの密度、温度を測定する。
Variability of solar IRradiance and Gravity Oscillations (VIRGO)
太陽全体を低解像度にて放射の測定と内部重力波モード振動の探索を行なう。後者が見つかれば、太陽の内部構造の調査に役立つ。
上記の装置のうち、いくつかによる観測結果は画像として得られており、そのほとんどについて、公共目的や研究目的にインターネットを通じて閲覧可能である（以下に示すSOHOの公式サイトを参照）。これらの画像は可視光線 (Hα) から超紫外線にかけて幅広い波長範囲にわたるものである。SOHOのウェブページで見られる可視光線の範囲外で撮影された写真には、波長に応じて便宜上の色がつけられている。
他の宇宙望遠鏡や地上の天文台と異なり、SOHOでは個別の提案に対する観測時間の割り当ては行っていない。
サングレーザーと呼ばれる太陽をかすめる彗星は、太陽光によって遮られるため地上からでは観測することは出来ない。SOHOはこのような彗星を2,000個以上発見し、それらはSOHO彗星と名づけられている。
2010年12月26日にSOHOが発見した彗星の数が2,000個に達した。このうち85%がクロイツ群に含まれる彗星だという。2015年9月13日にはSOHOが発見した彗星の数は3,000個に達した。